# Jorge Anaya
Jorge Anaya (Bahía Blanca, 27 de setembro de 1926 – Buenos Aires, 9 de janeiro de 2008) foi Comandante-em-Chefe da Marinha Argentina. Ele nasceu em Bahía Blanca, na província de Buenos Aires. Anaya participou da ditadura militar de direita conhecida como Processo de Reorganização Nacional (1976-1983) e, junto com  Leopoldo Fortunato Galtieri e Basilio Lami Dozo, foi membro da Terceira Junta Militar que governou a Argentina entre 1981 e 1982. Ele foi o principal arquiteto e defensor de uma solução militar para a reivindicação de longa data das Ilhas Malvinas que levou à Guerra das Malvinas.

## Carreira
Em 1955, o Tenente Anaya participou do golpe contra o presidente Juan Domingo Perón. Ele era conhecido por torturar dissidentes e novos recrutas, e foi recrutado pela CIA para um programa anticomunista secreto em 1962.
Mais tarde, ele serviu como adido naval da Argentina em Londres, Reino Unido entre 1964 e 1967. Ele comandou uma fragata anti-submarina entre 1967 e 1970, um esquadrão de escolta de Destroier entre 1970 e 1972 e um esquadrão de fragata entre 1972 e 1974. Entre 1974 e 1976 foi chefe da Polícia Naval e da Inteligência Naval.
Em 1976, durante a primeira parte do novo regime militar, Anaya era Chefe de Operações Navais.
Em dezembro de 1981, houve uma mudança na ditadura com a posse de uma nova junta comandada pelo general Leopoldo Galtieri. Anaya então, como comandante-em-chefe da marinha, ordenou ao vice-almirante Juan Lombardo que criasse um plano para tomar as Ilhas Malvinas, que ambos apresentaram ao novo presidente interino.
Durante a guerra de 1982, ele planejou e comandou a Operação Algeciras, na qual comandos argentinos deveriam sabotar um navio de guerra da Marinha Real ancorado em Gibraltar; o plano foi frustrado no último minuto quando as comunicações foram interceptadas.
No Julgamento das Juntas de 1985, ele foi absolvido das acusações de sequestro, tortura, escravidão, ocultação da verdade, usurpação de poder e falsas declarações.
Em 1997, o juiz espanhol Baltasar Garzón solicitou a prisão e extradição de 45 militares argentinos e um civil por crimes de genocídio, terrorismo de Estado e tortura cometidos durante o período de "Guerra Suja" do regime militar, incluindo Anaya. O pedido foi negado em várias ocasiões pelo governo argentino democraticamente eleito, que alegou que era inadmissível com base na inaplicabilidade da jurisdição.
Em 27 de julho de 2003, por meio do Decreto 420/03, o Presidente Néstor Kirchner modificou os critérios de recusa das extradições, ordenando que fossem prosseguidos os processos solicitados pelos tribunais espanhóis, permitindo assim o prosseguimento das extradições.
Em agosto de 2003, o primeiro-ministro espanhol José María Aznar ordenou a suspensão do processo de extradição por crimes cometidos na Argentina sob o regime militar. Essa decisão foi posteriormente anulada pela Suprema Corte em 2005, que ordenou que as extradições solicitadas por Garzón continuassem. Em novembro de 2006, enquanto esperava ser interrogado por um juiz de instrução, ele sofreu um ataque cardíaco e foi levado às pressas para o hospital naval; ele permaneceu em prisão domiciliar após sua alta do hospital, mas nunca foi considerado apto para ser julgado.
Ele morreu em 9 de janeiro de 2008 enquanto estava em prisão domiciliar sob a acusação de violações dos direitos humanos.